# Ибрагимово (Кугарчинский район)
Ибрагимово (баш. Ибраһим) — деревня в Кугарчинском районе Республики Башкортостан Российской Федерации. Входит в состав Юлдыбаевского сельсовета.

## География

### Географическое положение
Расстояние до:
- районного центра (Мраково): 9 км,
- центра сельсовета (Юлдыбай): 10 км,
- ближайшей ж/д станции (Мелеуз): 76 км.

## Население
| 2002 | 2009 | 2010 |
| ---- | ---- | ---- |
| 223  | ↘186 | ↘172 |

Национальный состав
Согласно переписи 2002 года, преобладающая национальность — башкиры (84 %).